# 김사국
김사국(金思國, 1892년/1895년 11월 9일~1926년 5월 8일)은 한국의 독립운동가이다.

## 생애
그는 1907년에 아버지를 여의게 되고, 금강산 유점사(楡占寺)에서 한학을 공부하였다. 보성고등보통학교에 입학하였으나, 중퇴하였다. 일제 조선강점기 당시 만주와 시베리아를 유랑하다가 1919년 3·1운동 전에 귀국하였다.
1919년 3월 17일 경성 내자동 한성오의 집에서 홍진, 이규갑, 한남수 등과 모여 3.1운동의불꽃이 타오르기위해서는 정부가 필요하다는 데 합의했다. 김사국은 13도 대표자회의를열어 정부를구성하기전 회의 내용을 민중에게 공개적으로 선언하는 민중대회가 필요하다고 주장했고 받아들여졌다.
1919년 4월 23일 보신각에서 국민대회취지서와 임시정부약법이 적힌 선전물이 뿌려지고 한성임시정부의건설이 선포되었다.
그러나 국민대회사건으로 투옥되었고, 1920년에 출옥하였다. 이후 노동대회 간부로 선출되었으며, 1921년 이영, 장덕수, 김명식 등과 함께 서울청년회를 조직한다. 1924년, 조선청년총동맹에서 활동하였고, 그해 12월에 사회주의자동맹의 집행위원으로 활동하였다.
1925년 4월 17일 조선공산당이 탄생될 때 김사국의 서울파는 배제되었다.
1926년 5월 8일 서울청년회 회관에서 폐병으로 사망했다. 김철수는 화요회와 서울파의 합동장례식을 추진했다. 일제의 감시속에서 그의 마지막을 보러온 민중은 철저히 차단됐다.